# Moggio (Italia)
Moggio (Moscc in dialetto valsassinese) è un comune italiano di 484 abitanti della provincia di Lecco in Lombardia.

## Geografia fisica
Moggio si trova nell'altopiano della Valsassina, a 890 m s.l.m.; è l'ultimo paese della strada provinciale 64 nella provincia di Lecco, prima del passo Culmine di San Pietro (1.300 m s.l.m. circa), che conduce nell'adiacente Val Taleggio.

## Storia

### Simboli
Lo stemma e il gonfalone del comune di Moggio sono stati concessi con decreto del presidente della Repubblica del 16 gennaio 1999.
Il gonfalone è un drappo di bianco.

## Monumenti e luoghi di interesse

### Architetture religiose

#### Parrocchiale di San Francesco d'Assisi
La chiesa di San Francesco d'Assisi, parrocchiale dal 1566 - fino ad allora era alle dipendenze della parrocchiale di Cremeno. - risulta menzionata da Goffredo da Bussero. Venne rifatta nel XVIII secolo - dopo che già Federico Borromeo, nel 1614, ne aveva auspicato una ricostruzione - e ingrandita nel 1974. Al suo interno ospita un organo Rossi del 1913, restaurato nel 1982, e una serie di affreschi.

#### Oratorio di San Bartolomeo
L'oratorio fu realizzato nel XVII secolo dalla famiglia Combi, la quale lo donò ai Confratelli del Santissimo Sacramento. Internamente, un altare marmoreo datato 1873 e una tela, realizzata da Carlo Panceri, in cui è raffigurato il martirio del santo titolare della chiesetta .

#### Altro
- Casa Museo di Moggio

## Società

### Evoluzione demografica
- 244 nel 1771
- 260 nel 1805
- 338 nel 1853

Abitanti censiti

## Economia
Tra le diverse attività commerciali non vi è alcuna industria. Nei boschi sopra il paese era presente una miniera, ma venne fatta saltare dai tedeschi durante la Seconda guerra mondiale perché pensavano fosse un rifugio usato dai partigiani. Del forno di mattoni in località Piede Grosso (Pé gròss) non rimangono nemmeno le fondamenta.
Moggio è al giorno d'oggi soprattutto una località turistica. Il paese, che nei periodi lavorativi conta circa 500 abitanti, in estate e nel periodo natalizio arriva a contare quasi 2000 persone. Negli anni ottanta era molto attiva la funivia che porta ai Piani di Artavaggio, località sciistica meta di villeggianti per lo più dei paesi tra Lecco e Milano. Inaugurata dall'arcivescovo Giovanni Battista Montini nel 1962, la funivia fu in un primo momento chiusa nel 2000. Dopo sei anni di inattività, il 15 luglio 2006, la rinnovata funivia venne inaugurata dall'allora sindaco Umberto Locatelli.

## Amministrazione
Il comune di Moggio fa parte della Comunità Montana della Valsassina.
Nel 1809 il comune fu aggregato al vicino comune di Barzio, venendo ricostituito solo nel 1816 con la Restaurazione e la costituzione del Regno lombardo-veneto. Dal 1929 al 1948 il comune fu aggregato al vicino comune di Cremeno.

### Gemellaggi
- Moggio Udinese

## Sport
- Centro Sportivo di Moggio

## Galleria d'immagini

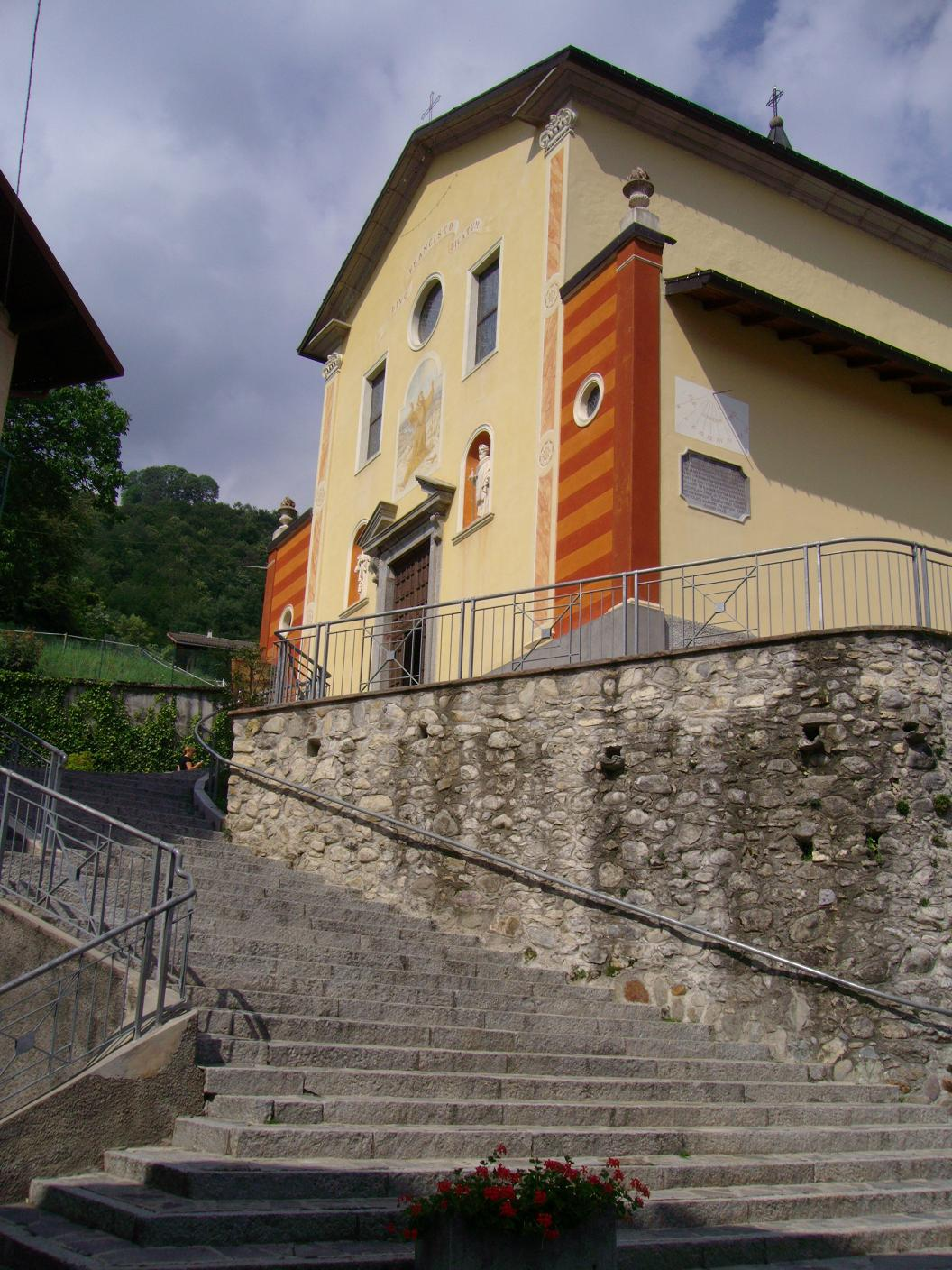
La chiesa di san Francesco d'Assisi.
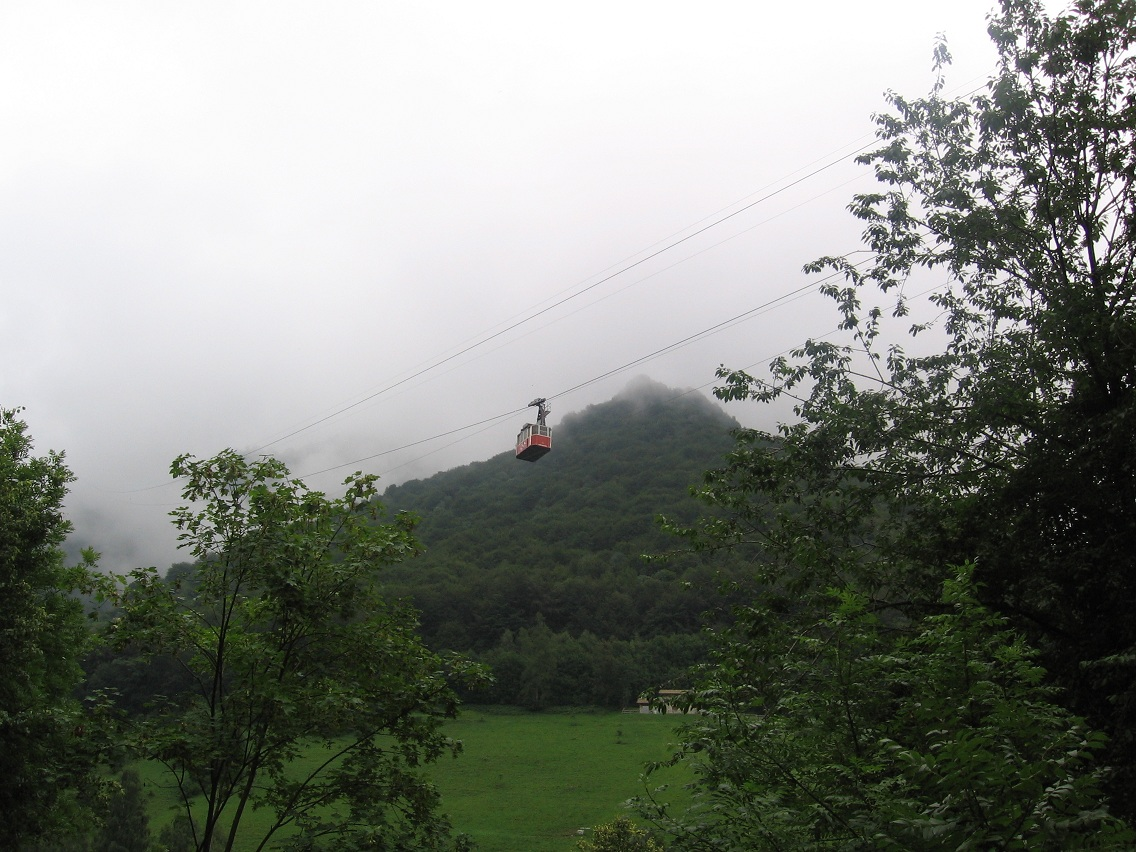
La funivia per i Piani di Artavaggio.
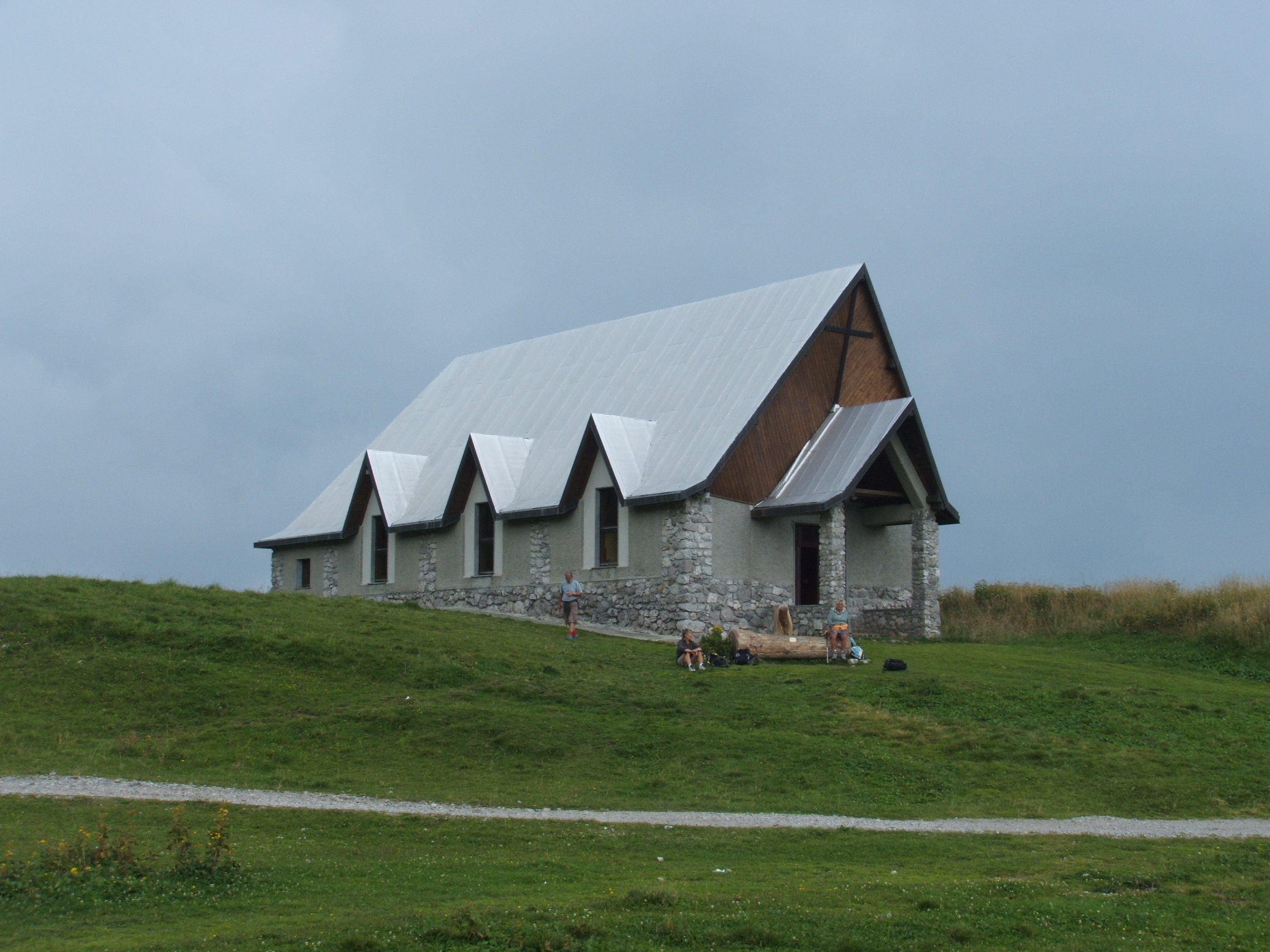
La cappella posta ai Piani di Artavaggio.
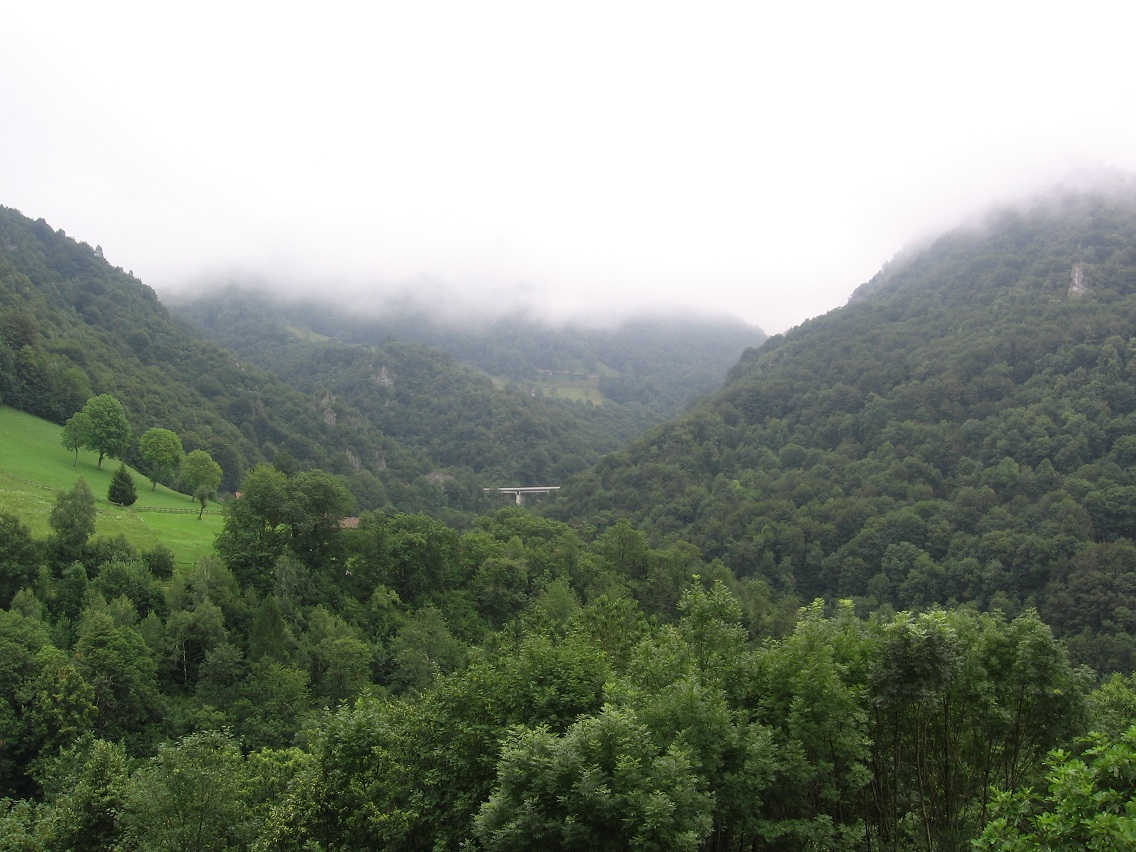
Ponte sulla strada per la Culmine di San Pietro.